# Risoluzione 355 del Consiglio di sicurezza delle Nazioni Unite
La risoluzione 355 del Consiglio di sicurezza delle Nazioni Unite, adottata il 1º agosto 1974, ha ricordato le sue risoluzioni 186, 353 e 354; ha rilevato che tutti gli Stati hanno dichiarato il loro rispetto per la sovranità, l'indipendenza e l'integrità territoriale di Cipro e hanno chiesto al Segretario generale di adottare le misure appropriate al riguardo di un eventuale cessate il fuoco e di riferire al Consiglio. La risoluzione mirava a porre fine al conflitto innescato dall'invasione turca di Cipro.
La risoluzione 355 è stata approvata con 13 voti; la Repubblica Socialista Sovietica Bielorussa e l'Unione Sovietica si sono astenute.